# La Nya Pendé
La Nya Pendé (tiếng Ả Rập: مقاطعة نيا بيندي) là một tỉnh ở vùng Logone Oriental, Tchad. Thủ phủ của tỉnh là Goré.

## Hành chính
Tỉnh gồm 4 phó tỉnh (sous-préfectures):
- Békan
- Donia
- Goré
- Yamodo